# قاپی‌چای
قاپی‌چای (به لاتین: Qapıçay، به آواری: КIалтIубан) یک منطقه مسکونی در جمهوری آذربایجان است که در شهرستان قاخ واقع شده است.